# La casa in Hell Street
La casa in Hell Street (Scream for Help) è un film del 1984 diretto da Michael Winner.

## Trama
La quindicenne Christie inizia a sospettare che il patrigno Paul voglia uccidere sua madre Karen per motivi di soldi. Dopo che un lavoratore muore fulminato nel seminterrato, Christie sospetta che l'uomo sia rimasto vittima di un attentato preparato dal patrigno per la madre e a sostegno della sua tesi vi è il fatto che la ragazza ha visto l'uomo andare nel seminterrato la notte precedente. Christie inizia a seguire Paul ovunque e scopre che l'uomo ha una relazione con una giovane donna attraente di nome Brenda. Catturata da Lacey, il fratello di Brenda, la ragazza riesce però a scappare e giunta a casa racconta tutto alla madre. Paul spiega a Karen che Brenda è solamente una cliente e lei gli crede.
Christie convince Josh, il fidanzato della sua migliore amica Janey, ad accompagnarla a prendere Paul, ma i freni dell'auto di sua madre sono stati manomessi e i due quasi si uccidono. Christie e Janey sorprendono Paul con Brenda in un motel e fuggono quando Paul si accorge di loro. Janey informa Christie di essere incinta di Josh e poco dopo viene investita da un pirata della strada. Christie dice alla polizia che è stato Paul ad uccidere Janey ma nessuno crede alla ragazza. Josh inizia a frequentare Christie dopo che la ragazza viene maltrattata ed accusata della morte di Janey. Una sera, Christie ha un rapporto sessuale con John ma i due vengono interrotti da Paul, il quale ordina a John si andarsene. In bagno Christie scopre che la caldaia a gas è stata manomessa e capisce che Paul è ora intenzionato ad uccidere anche lei perché in quanto figlia di Karen le spetterebbe l'eredità della madre. Karen precipita dalle scale a causa di una trappola lasciata da Paul ed è costretta a muoversi su una sedia a rotelle.
Christie fa una fotografia a Paul e Brenda mentre hanno un rapporto sessuale e poi scopre che Brenda e Lacey sono in realtà marito e moglie e che intendono ricattare Paul dopo che egli avrà ucciso Karen e Christie. Tornata a casa la ragazza mostra la foto a sua madre la foto e Paul viene cacciato di casa. A mezzanotte, Paul, Brenda e Lacey fanno irruzione nella casa e portano Christie e Karen nel seminterrato dove rivelano i loro piani per ucciderle entrambe alle due del mattino dando la colpa del crimine ad un ladro. Christie racconta a Paul il vero rapporto che esiste tra Brenda e Lacey e l'uomo si infuria. Christie costringe Brenda a lasciarla andare in bagno, mentre Karen toglia l'elettricità all'intera casa dal seminterrato, dando così a Christie la possibilità di correre e colpire sia Lacey che Paul. Dopo che Brenda attacca Karen e riaccende le luci, Christie si arrende a Lacey ed entrambe le vittime sono costrette a tornare nel seminterrato, dove le due inventano un altro piano per sfuggire ai loro aguzzini bagnando la scatola dei fusibili.
Alle due di notte le due sono condotte al piano di sopra, ma i piani dei tre criminali sono interrotti da Josh che bussa alla porta. Lacey ordina a Christie di andare ad aprire e di liberarsi di lui. Josh è sospettoso della cosa ed informa la polizia. Quando le luci nuovamente si spengono, madre che figlia fuggono dai loro aggressori. Lacey ordina a Brenda di andare nel seminterrato e di riaccendere le luci, ma la scatola di fusibili bagnata fa morire Brenda fulminata. Dopo aver quasi catturato Karen, Lacey corre nel seminterrato e trova Brenda morta. Christie inganna Paul facendogli credere che lei sia nel suo bagno e quando l'uomo entra nel bagno rimane ucciso nell'esplosione provocata dalla caldaia a gas manomessa. Mentre la casa va in fiamme, Christie viene salvata da Josh. Christie e Karen sono costrette a vivere temporaneamente in un'altra casa. Quando Josh cerca di baciare Christie, all'improvviso compare Lacey che colpisce Josh ed ha in programma di uccidere Christie per quello che ha fatto a Brenda. Christie estrae un coltello e uccide Lacey colpendolo allo stomaco.

## Curiosità
- La finestra sul delitto e questo film, entrambi usciti nei cinema nel 1984, furono gli ultimi film ad essere sceneggiati da Tom Holland prima che egli diventasse regista esordendo nel 1985 con Ammazzavampiri.
- Il film doveva essere la terza collaborazione tra Tom Holland e il regista Richard Franklin (dopo Psycho II del 1983 e La finestra sul delitto del 1984) ma con la sua carriera in ascesa, Franklin decise infine che non sarebbe stato saggio dirigere un film così a basso costo.